# 名古屋市立北山中学校
名古屋市立北山中学校（なごやしりつ きたやまちゅうがっこう）は、愛知県名古屋市昭和区鶴舞三丁目9-23にある公立中学校。

## 概要
鶴舞公園から南側へ道路を1本挟んで向かい側、公園至近に立地。鶴舞公園を活用した学習も行われている。近くに八幡山古墳がある。学校の敷地の地下を名古屋市営地下鉄鶴舞線が通過している。

## 沿革
- 1947年4月1日 - 創立

## 教育方針
- 自律（自主）
- 協調（協同・協力）
- 誠実（真心）

## 学校行事
| - 4月：始業式・入学式 - 5月：避難訓練（分団下校） - 6月：修学旅行（3年生） - 7月：終業式 - 8月：夏休み（夏季休業） - 9月：始業式、防災訓練、生徒会役員選挙、体育祭 | - 10月：防災学習（1、2年生） - 11月：合唱コンクール - 12月：終業式 - 1月：始業式、職業体験学習（2年） - 2月 - 3月：卒業式、生徒会役員選挙、修了式 |

## 部活動

### 体育運動系
- 男子バスケットボール部
- 野球部
- 陸上競技部
- 剣道部
- ソフトテニス部

### 文化系
- 科学技術部

## 通学区域
名古屋市昭和区
- 曙町1～2丁目および3丁目の一部
- 阿由知通1～2丁目および3丁目の一部
- 北山町1～2丁目および3丁目の一部
- 北山本町
- 車田町
- 小坂町1～2丁目および3丁目の一部
- 小桜町1～3丁目
- 御器所三丁目の一部
- 御器所四丁目の一部
- 御器所町
- 鶴羽町1～2丁目
- 鶴舞町
- 鶴舞一丁目・二丁目・三丁目[1]

## 進学前小学校
- 名古屋市立鶴舞小学校
- 名古屋市立吹上小学校

## 交通
- JR東海中央本線鶴舞駅より徒歩8分
- 名古屋市営地下鉄鶴舞線鶴舞駅より徒歩8分
- 名古屋市営地下鉄鶴舞線荒畑駅より徒歩6分

## 関係者

### 著名な出身者
- 益川敏英 - 理論物理学者、ノーベル物理学賞受賞（2008年）
- 今井孝雄 - デンソーアイテック社長を経てデンソーITソリューションズ社長
- 春日井建 - 歌人
- 穂村弘 - 歌人